# Depok
Depok è una città dell'Indonesia, nella provincia di Giava Occidentale.